# Tom Brooke
Ne doit pas être confondu avec Tom Brook.
Thomas Brooke, dit Tom Brooke, est un acteur britannique, né en 1978 dans le Berkshire (Angleterre).
Il est surtout connu pour avoir joué les rôles de Thick Kevin dans Good Morning England (2009), Bill Wiggins et Andy Apsted respectivement dans les séries télévisées BBC One Sherlock et Bodyguard, ainsi que l'ange Fiore dans Preacher et Michael Fagan (en) dans The Crown.

## Jeunesse
Il est le fils de l'acteur britannique Paul Brooke. Brooke fréquente l'école d'Alleyn (en) de Dulwich à Londres et l'université de Hull. Puis, il poursuit sa formation à la London Academy of Music and Dramatic Art.

## Carrière
En 2009 il joue dans Good Morning England.
En 2014, il est présent dans la série Sherlock, ainsi que dans la 3e saison de Game of Thrones.
En 2016, il joue dans la série Preacher. Il interprète également Michael Fagan, un homme s'étant infiltré dans la chambre d'Élisabeth II le 9 juillet 1982, dans The Crown.
En 2011, il tient un rôle dans la pièce de théâtre de Jez Butterworth, Jérusalem (en), au Royal Court theatre, prestation qui est accueillie avec succès.
L'année suivante, il reprend le rôle dans la première représentation de la pièce dans le West End à l'Apollo Theatre, sur la Shaftesbury Avenue, et est choisi peu après pour le rôle principal de la reprise par le National Theatrede The Kitchen (en) d'Arnold Wesker sous les applaudissements de la critique.[réf. nécessaire]

## Filmographie

### Cinéma

#### Longs métrages
- 2004 : Bridget Jones : L'Âge de la raison (Bridget Jones: The Edge of Reason) de Beeban Kidron : L'assistant de production
- 2006 : Venus de Roger Michell : Un homme à l'hôpital
- 2009 : Good Morning England (The Boat That Rocked) de Richard Curtis : Kévin
- 2009 : Victoria : Les Jeunes Années d'une reine (The Young Victoria) de Jean-Marc Vallée : L'homme sur une boîte à savon
- 2010 : Thorne : Scaredycat de Benjamin Ross : Martin Palmer
- 2011 : The Veteran de Matthew Hope : Danny Turner
- 2015 : Iona de Scott Graham : Matthew
- 2017 : La Mort de Staline (The Death of Stalin) d'Armando Iannucci : Sergueï
- 2017 : How to Talk to Girls at Parties de John Cameron Mitchell : PT Waldo
- 2020 : Say Your Prayers d'Harry Michell : Vic
- 2022 : Empire of Light de Sam Mendes : Neil

#### Courts métrages
- 2004 : The Happiness Thief de Derek Boyes : Le voleur
- 2005 : Mumbo Jumbo de Bevan Walsh : Rube
- 2008 : Love Does Grow on Trees de Bevan Walsh : Un homme
- 2011 : Of Mary d'Adrian Lester : Jason Lawrence
- 2012 : The Last Bite de Fred Armesto : Gunnarsson

### Télévision

#### Séries télévisées
- 2004 : Murder Prevention : DC Mark Rosen
- 2005 : Coming Up : Jack
- 2007 : Thieves Like Us : Bex
- 2009 : Les Arnaqueurs VIP (Hustle) : Joel
- 2009 : Pulling : Greg
- 2010 : Les Enquêtes de Foyle (Foyle's War) : Tom Bradley
- 2010 - 2011 : Rock & Chips : DC Stanton
- 2012 : The Hollow Crown : Caporal Nym
- 2012 : Room at the Top : Charles
- 2012 : Mrs Biggs : Mike Haynes
- 2013 : Game of Thrones : Lothar Frey
- 2013 : Hercule Poirot (Agatha Christie's Poirot) : Lawrence Boswell Tysoe
- 2013 : Ripper Street : John Goode
- 2013 : Inspecteur Lewis (Lewis) : Brian Miller
- 2014 / 2017 : Sherlock : Bill Wiggins
- 2015 : Cradle to Grave : Keith
- 2016 - 2019 : Preacher : Fiore
- 2017 : Philip K. Dick's Electric Dreams : Un homme
- 2018 : Bodyguard : Andy Apsted
- 2018 : Dark Heart : DC Rick Johnson
- 2020 : The Crown : Michael Fagan
- 2024 : Slow Horses : JK Coe

#### Téléfilms
- 2012 : La Vie aux aguets (Restless) d'Edward Hall : Angus Woolf
- 2015 : L'Habilleur (The Dresser) de Richard Eyre : Oxenby

## Distinctions
Brooke reçoit le prix TMA (en) du meilleur acteur dans un second rôle pour sa performance dans la pièce The Long and the Short and the Tall (en) de Willis Hall au Sheffield Lyceum en 2006[réf. nécessaire].
En 2008, il est nommé aux Maverick Movie Awards (en) comme meilleur acteur dans une second rôle dans le film Love Does Grow on Trees (en).